# Casquet de mariner

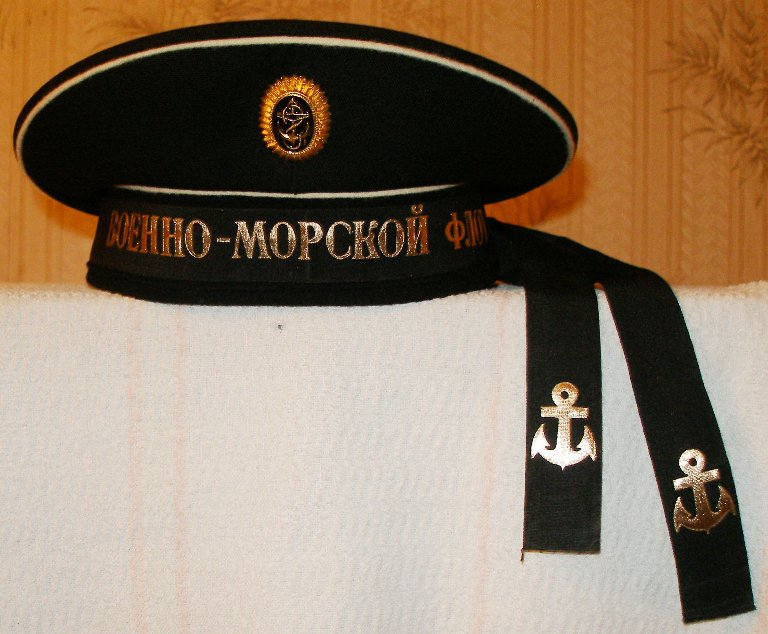
Casquet de mariner rus, d'hivern

El casquet de mariner, o casquet mariner, és una lligadura característica de la marineria militar, similar a la gorra de plat, però sense visera; normalment consta de plat blanc o blau marí, banda (o part cònica) negra o blau marí, i cinta negra embolicada entorn de la banda, amb una inscripció en lletres blanques o daurades (designació de l'Armada, de la flota o del vaixell de dotació), els dos extrems penjant de la part posterior; al capdamunt pot dur una borla. El terme català casquet de mariner equival a l'esp. gorro de marinero, al francès bonnet de matelot o bonnet de marin, a l'italià berretto da marinaio, al portuguès boné de marinha, al romanès caschetă o beretă (el segon terme també designa la boina); a l'anglès sailor cap, a l'alemany Bordmütze o Matrosenmütze, al rus beskozirka (бескозырка), etc.

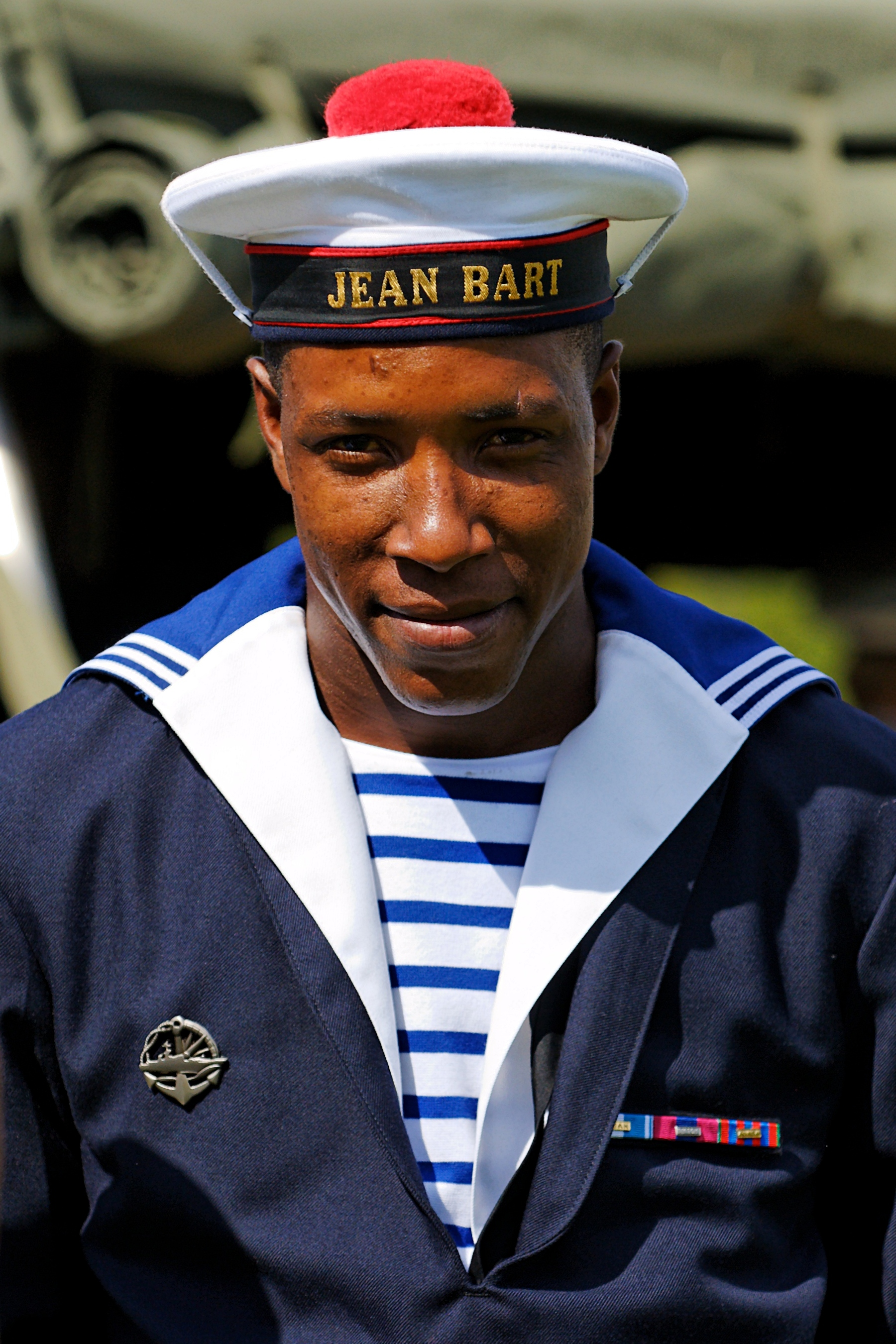
Casquet de mariner francès d'estiu, de gala

## Història
Es pot dir que la marineria russa fou la primera a dur casquet de mariner, o una lligadura força similar: el 1811 adoptà el casquet de plat, alhora que l'exèrcit de terra. En la morfologia actual fou creat el 1857 per l'Armada britànica en regular l'uniforme de la marineria, que fins llavors s'havia deixat a la voluntat de cada capità. Pot ser que el seu disseny es basés en la gorra de plat, que ja duien els oficials de l'Armada britànica, o bé que s'inspirés directament en el casquet de plat de la marineria russa.
Popularitzat celèricament a imitació de la prestigiosa Armada britànica, des de mitjan segle xix el casquet de mariner és l'element més emblemàtic de l'uniforme de la marineria de la pràctica totalitat d'armades del món.
Tradicionalment, la lligadura més popular entre la marineria era un casquet de punt, mena de cucurulla flàccida, i, més endavant, el barret, generalment de copa baixa, ala plana i ornat amb cinta. Durant la segona meitat del segle xix i fins a inicis del XX moltes armades usaren barret de palla, bàsicament el canotier, com a lligadura alternativa d'estiu, sobretot de cara al servei en medis tropicals.

## Versió estatunidenca

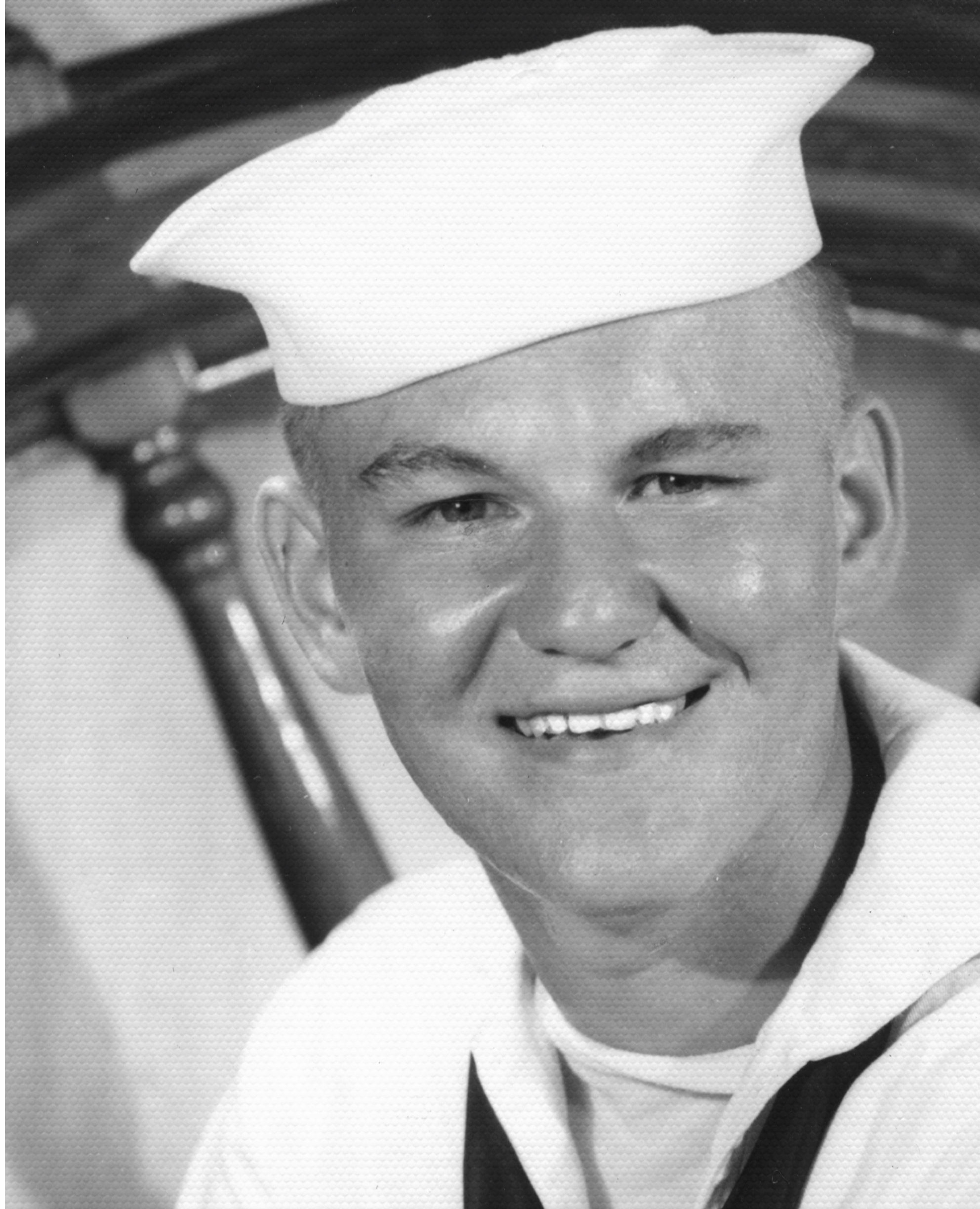
El peculiar casquet de mariner estatunidenc

La marineria estatunidenca usa un tipus ben peculiar de casquet de mariner, de cotó blanc, amb copa arrodonida i gran gira perimetral en campana; es deforma fàcilment en l'acció. Col·loquialment rep el nom de dixie cup ('got de plàstic'). Aquest casquet prové del barret d'ala ampla adoptat el 1886 com a lligadura opcional d'estiu, funció en què substituí el barret de palla tradicional. Com que el nou barret era de cotó, les ales es deformaven de seguida i donaven un aire despenjat. Arran les queixes de la marineria, pels volts de 1899, tot just conclosa la Guerra Hispano-americana, s'ordenà que l'ala fos cosida a la copa, d'on resultà el casquet actual, que acabaria substituint el casquet de tipus internacional per a tot temps. El 1973 el dixie cup fou abolit en favor d'una gorra de plat similar a la dels oficials; però, vist el descontentament general de la marineria, el dixie cup fou restaurat el 1980.
Algunes altres armades han imitat el dixie cup, sobretot a Latinoamèrica. En aquestes altres armades, normalment el dixie cup vigeix per a usos determinats que no arraconen el casquet mariner estàndard; és el cas de Portugal, on rep el nom de panamá o chapéu para praças. Al Brasil, en canvi, el dixie cup, anomenat caxangá, fa molt que és l'únic model reglamentari de casquet mariner.

## Ús civil
En l'ús civil, el casquet de mariner de tipus internacional ha estat molt explotat com a lligadura formal per a nens.
Quant al casquet de mariner de tipus estatunidenc, durant els anys trenta estigué de moda dur-ne imitacions civils com a lligadura juvenil masculina de platja, en molts països, Catalunya inclosa.